# 李公堤西站
李公堤西站位于中华人民共和国江苏省苏州市苏州工业园区金鸡湖街道星港街与中新大道西交叉口东侧，是苏州地铁3号线与6号线的地铁换乘站，3号线2019年12月25日啟用，車站附近為金鸡湖大道，6号线于于2024年6月29日开通。

## 车站结构

### 楼层
|                   |  | ■ 3号线往苏州新区火车站（金厍桥）   |
| 島式 · 開左邊车门 |  |                                     |
|                   |  | ■ 3号线往花桥（11号线）（东方之门） |

|                   |  | ■ 6号线往苏州新区火车站（秋塘浜） |
| 島式 · 開左邊车门 |  |                                   |
|                   |  | ■ 6号线往桑田岛（琼姬墩）         |

### 出入口
| 编号                | 指示       | 图片 |
| ------------------- | ---------- | ---- |
| 1 · 出口            | 星港街     |      |
| 2 · 出口            | 星港街     |      |
| 3 · 出口            | 中新大道西 |      |
| 4 · 出口 · （设有） | 中新大道西 |      |
| 5 · 出口 · （设有） | 星港街     |      |
| 6 · a · 出口        | 星港街     |      |
| 6 · b · 出口        | 星港街     |      |
| 图例： 设有         |            |      |